# La Marguerite
Pour les articles homonymes, voir Marguerite.
Démocratie est liberté – La Marguerite (en italien : Democrazia è Libertà - La Margherita, DL ou La Margherita) est un parti politique italien du centre. Il est fondé en 2002 et dissous en 2007.

## Histoire

### Fondé comme une coalition
La Marguerite est fondée le 11 octobre 2000 en tant que coalition du centre en vue des élections générales italiennes de 2001. Elle rassemble alors le Parti populaire italien (PPI), le Renouveau italien (RI), l'Union des démocrates pour l'Europe (UDEUR) et Les Démocrates, tous membres de la majorité parlementaire de l'époque.
Nommé président de La Marguerite le 28 janvier 2001, Francesco Rutelli est également désigné comme chef de file de L'Olivier, alliance de centre-gauche au pouvoir depuis cinq ans, pour les législatives. Bien que la majorité soit défaite lors du scrutin, La Marguerite remporte 86 députés sur 630 et 43 sénateurs sur 315. Pierluigi Castagnetti, du PPI, prend la présidence du groupe à la Chambre des députés tandis que Willer Bordon, des Démocrates, est porté à la tête du groupe au Sénat de la République.

### Création du parti
Tandis que l'UDEUR souhaite rester un parti indépendant clairement marqué au centre, sans alliance particulière, les trois autres formations décident de pousser plus loin leur collaboration et de constituer un parti unique. Ainsi, en décembre 2001 à Rocca di Papa, dans la province de Rome, le comité constituant est installé. Il est principalement chargé d'organiser le congrès constituant.
Celui-ci se réunit à Parme, en Émilie-Romagne, au mois de mars 2002. À cette occasion, les statuts fédéraux sont approuvés, de même que la charte des valeurs, qui définit le parti comme une formation catholique et populaire à la convergence de la social-démocratie et de la démocratie libérale. Francesco Rutelli est élu président fédéral.

### De L'Olivier à L'Union
Dans le cadre des élections européennes de 2004, DL accepte de participer aux listes « Unis dans L'Olivier » avec les Démocrates de gauche (DS), les Socialistes démocrates italiens (SDI) et le Mouvement des républicains européens (MRE). La coalition remporte 31 % des voix et 24 députés sur 78, dont 7 pour La Marguerite. Le parti se trouve face à une difficulté, puisque le PPI était membre du Parti populaire européen (PPE) alors que le RI et les Démocrates faisaient partie du Parti européen des libéraux, démocrates et réformateurs (ELDR). Finalement, DL décide de ne rejoindre aucun des deux et lance le projet de Parti démocrate européen (PDE) avec l'Union pour la démocratie française (UDF). Au Parlement européen, les sept eurodéputés siègent donc au sein du groupe ADLE.
Aux élections régionales de 2005, L'Olivier se présente uni dans neuf régions sur quatorze, et le centre-gauche remporte douze régions en tout. La Marguerite obtient deux présidences, Vito De Filippo en Basilicate et Agazio Loiero en Calabre.
DL participe ensuite au projet de grande alliance de gauche, qui prend le nom de L'Union. Aux primaires organisées pour désigner le chef de file, le parti soutient Romano Prodi, qui l'emporte avec 74 % des voix. Lors des élections générales italiennes de 2006, L'Olivier se présente uni à la Chambre mais désuni au Sénat. L'Union l'emporte, avec une très courte majorité sénatoriale. Les DS et DL forment dans chaque chambre un groupe commun, les députés étant présidés par Antonello Soro (La Marguerite) et les sénateurs par Anna Finocchiaro (DS). Au sein du gouvernement Prodi II, DL obtient sept postes ministériels, dont Rutelli en tant que vice-président du Conseil et ministre de la Culture et Arturo Parisi au ministère de la Défense.

### Disparition dans le Parti démocrate
Au congrès de Rome d'avril 2007, La Marguerite vote une motion appelant à la formation d'un grand parti du centre, dépassant la social-démocratie et la démocratie chrétienne, le Parti démocrate (PD). Un comité constituant est installé un mois plus tard, dont quinze membres sont issus de DL. Lors des primaires ouvertes convoquées le 14 octobre pour choisir le secrétaire du PD, deux candidats issus de La Marguerite, Enrico Letta et Rosy Bindi, se présentent, mais l'immense majorité du parti soutient Walter Veltroni, qui forme un tandem avec le chrétien-social Dario Franceschini. Veltroni l'emporte avec 74 % des voix.